# Barbarano Mossano
Barbarano Mossano (Barbaran Mosàn /barba'raŋ mo'saŋ/ in veneto) è un comune italiano di 6 177 abitanti della provincia di Vicenza in Veneto, istituito con Legge Regionale il 17 febbraio 2018 e nato dalla fusione dei comuni di Barbarano Vicentino e Mossano.
La sede municipale sarà stabilita nello statuto del nuovo comune; fino ad allora quella provvisoria sarà l'ex sede di Barbarano Vicentino.

## Geografia fisica
Il territorio di Barbarano Mossano, esteso su una superficie di circa 33 km², oltre al capoluogo, Barbarano Vicentino, situato ai piedi del rilievo collinare, comprende anche i centri urbani di Mossano, Ponte di Barbarano, Ponte di Mossano, e le località di San Giovanni in Monte, Mezzana, Monticello, Fossarosa, Palù e Crosara. La superficie ha una forma allungata in direzione nordovest-sudest e la porzione più settentrionale occupa le quote più elevate, spingendosi molto all'interno del complesso dei Colli Berici.
Tra i rilievi principali vi sono Monte Cengia (427 m) e il Monte Tondo (417 m), ma tutto l'altopiano sommitale presenta un susseguirsi di alture e di depressioni dal profilo dolce e ondulato, con dislivelli di poche decine di metri e con una morfologia tipicamente carsica.

## Storia

### Simboli
Lo stemma e il gonfalone sono stati concessi con decreto del Presidente della Repubblica del 5 aprile 2023 riprendendo i simboli dei comuni che lo hanno formato: il torrione sulla collina per Mossano e la  colomba di Barbarano Vicentino.
Il gonfalone è un drappo troncato di rosso e di azzurro.

## Società

### Evoluzione demografica
Abitanti censiti

## Geografia antropica
Frazioni del comune di Barbarano Mossano sono:
- Barbarano Vicentino
- Mossano
- Ponte di Barbarano (con circa 2 250 abitanti)
- Ponte di Mossano (con circa 800 abitanti)
- San Giovanni in Monte (con circa 280 abitanti).

Altre località o contrade sono: Colonia De Giovanni, Crosara, Fossarosa, Mezzana, Monticello, Olmi, Palù, Prietta, San Pancrazio, Zona Industriale di Barbarano.

## Infrastrutture e trasporti

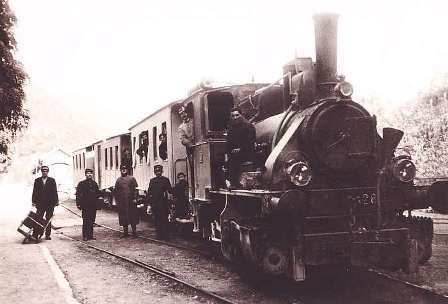
Barbarano, l'antico capolinea della tranvia

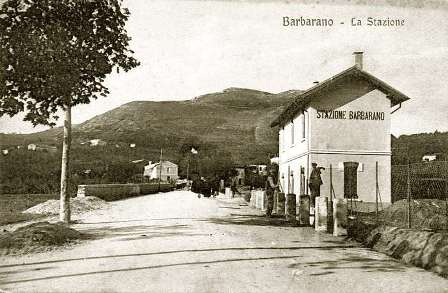
La vecchia stazione tranviaria di Barbarano

Il trasporto pubblico è garantito da autocorse svolte dalla Società Vicentina Trasporti (SVT).
Fra il 1887 e il 1979 le località di pianura furono servite dalle fermate Ponte di Mossano e Ponte di Barbarano della tranvia Vicenza-Noventa-Montagnana, gestita dalle FTV.
Fra il 1911 e il 1924 l'abitato di Barbarano fu servito da un'apposita diramazione della tranvia Vicenza-Noventa-Montagnana che vi si distaccava in prossimità della fermata denominata Ponte di Barbarano. Il Regio Decreto per tutta la tratta Vicenza - Montagnana è datato 24 febbraio 1910, compresa la diramazione da Ponte di Barbarano a Barbarano.
Nel 1924, con decreto ministeriale, fu chiusa tale tratta, lunga 3,6 km, in quanto la sua presenza avrebbe costretto i progettisti della ferrovia Treviso-Ostiglia, allora in costruzione, a realizzare un secondo cavalcavia ferroviario dopo quello già previsto sopra la linea principale nei pressi di Ponte di Mossano. L'abitato di Barbarano venne in seguito servito dalla stazione FS di Barbarano-Villaga della ormai dismessa ferrovia Treviso-Ostiglia.

## Amministrazione
| Periodo          | Periodo        | Primo cittadino  | Partito      | Carica                  | Note |
| ---------------- | -------------- | ---------------- | ------------ | ----------------------- | ---- |
| 17 febbraio 2018 | 10 giugno 2018 | Francesca Galla  |              | Commissario prefettizio |      |
| 11 giugno 2018   | in carica      | Cristiano Pretto | lista civica | Sindaco                 |      |

### Gemellaggi
Il comune di Barbarano Vicentino aderiva dal 1997 all'Associazione Città del Vino e dal 2007 all'Associazione Città dell'Olio.
Il Comune di Mossano era gemellato con  Caronno Pertusella

### Altre informazioni amministrative
La circoscrizione territoriale ha subito le seguenti modifiche: nel 1939 il comune di Mossano venne soppresso e i suoi territori aggregati a quello di Barbarano Vicentino (fino al 1926 denominato soltanto Barbarano); nel 1947 però il comune di Mossano venne ricostituito (Censimento 1936: pop. res. 2401).